# Марк Б
Марк Б, пуног имена Медијум Марк Б (енгл. Medium Mark B) је био средњи тенк Британске империје (данашње Уједињено Краљевство) током Првог светског рата, наследник тенка Марк А. Произведено је свега 54 примерка овог тенка, од којих је 19 допремљено у Русију као војна помоћ Белом покрету који се борио против бољшевика.
Тенк је направљен према дизајну поручника Волтера Гордона Вилсона крајем 1918. године. У њега је био уграђен један Рикардо мотор снаге 100 KS, удружен са Вилсоновим преносом. Мотор је био у посебном делу и од посаде одвојен преградом, што је прво такво техничко решење на свету. У оригиналном нацрту планирана је уградња 2-паундер топа, али једини произведени примерци Марк Б тенка су били „женски“ тенкови, наоружани са четири хочкис митраљеза са шест алтернативних места на којима могло да се угради још митраљеза. Занимљива импровизација је уградња справе са сулфонском киселином преко испушне цеви како би могла да се направи димна завеса када је то потребно.
Иако је био лакши за управљање у поређењу с Марк А тенком, Марк Б је био преспор за средњег тенка са највећом брзином од 9,5 {\displaystyle {\frac {km}{h}}} (6 {\displaystyle {\frac {mp}{h}}}). Уз то, приступ мотору је био онемогућен, а простор за посаду премали.